# Groep van tien toeschouwers
Groep van tien toeschouwers, ook Groep van folteraars genoemd, is een tekening van of naar de Zuid-Nederlandse schilder Jheronimus Bosch in de Pierpont Morgan Library in New York.

## Voorstelling
Het stelt een groep van tien mannelijke figuren voor die ergens naar kijken, dat zich rechts buiten de tekening bevindt. Wie het zijn of waar ze naar kijken is onduidelijk. De mannen vooraan dragen kostbare kleding. De drie mannen linksachter lijken minder aanzien te hebben. Een van hen draagt een vaandel; een andere, met wapenstok, heeft de groep de rug toe gekeerd.

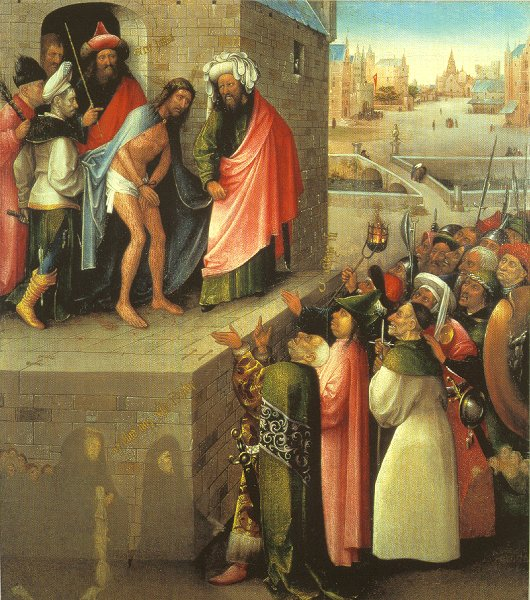
Jheronimus Bosch. Ecce Homo. Ca. 1480-1490. Frankfurt, Städel.

De tekening wordt op verschillende manieren geïnterpreteerd. Volgens Bosch-kenner Max Friedländer is de tekening een voorstudie voor een Ecce Homo. De tekening wordt daarom vaak vergeleken met het Ecce Homo in Frankfurt, vooral vanwege de wijzende man vooraan. Ludwig Baldass gaf het werk in 1943 de titel Pharisäer und Neugierige (Farizeeën en nieuwsgierigen). Hij bracht de tekening in verband met een verloren gegaan Passie-drieluik, waarvan de Kruisdraging in Wenen het linkerluik vormde, het middenpaneel een Kruisiging voorstelde en het rechterluik een Kruisafneming of Bewening van Christus (volgens Charles de Tolnay een Graflegging, waarvan de tekening De Graflegging in Londen mogelijk een voorstudie is). De tekening zou dan een idee geven hoe het middenpaneel gestoffeerd is geweest. Ook De Tolnay denkt dat het hier waarschijnlijk gaat om een voorstudie voor een Kruisiging.

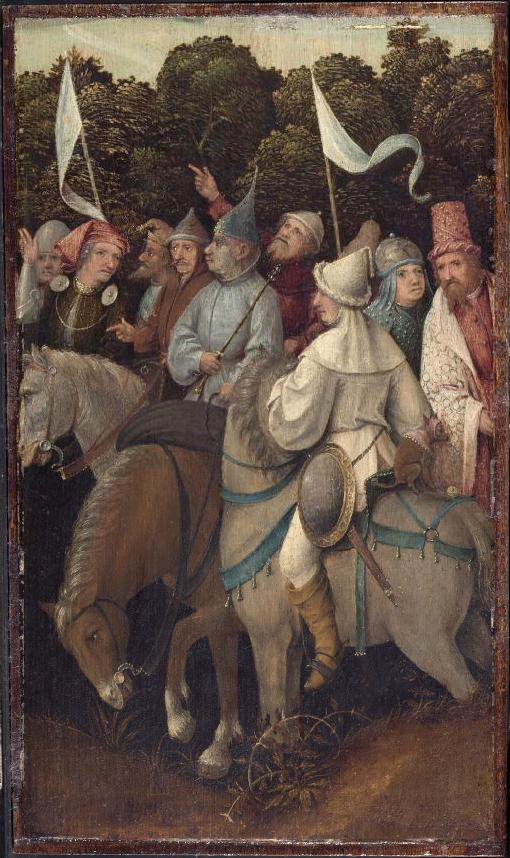
Navolger van Jheronimus Bosch. Het gevolg van de koningen, fragment van een Aanbidding der Koningen. Begin 16e eeuw. Philadelphia, Philadelphia Museum of Art.

Wilhelm Fraenger (1950) brengt de tekening in verband met twee door Karel van Mander genoemde zijluiken van een altaarstuk, waarop ‘onder ander / daer eenighen Sanct Monick wesende/met verscheyden Ketters disputerende/doet alle hun Boecken met oock den zijnen legghen op het vyer/en wiens Boeck niet verbrande/ die soude recht hebben’ (onder andere een heilige monnik en verschillende ketters, die al discussiërend al hun boeken op het vuur legden en wiens boek niet verbrandde zou gelijk krijgen). De tekening zou een idee geven van het linkerluik (het debat). Von Baldass neemt deze interpretatie later over, maar zegt hierbij dat deze interpretatie geen verklaring biedt voor de figuur geheel links. De tekening kan ook vergeleken worden met het Drieluik van de gekruisigde martelares en het gevolg van de koningen op een van de fragmenten van de Aanbidding der Koningen in het Philadelphia Museum of Art.

## Toeschrijving
De tekening is rechtsonder gesigneerd met ‘bosch’. Von Baldass, Friedländer en De Tolnay schrijven de tekening aan Bosch toe. Volgens De Tolnay is het een jeugdwerk, ongeveer uit dezelfde periode als het Ecce Homo van Bosch in Frankfurt. Latere auteurs hebben deze toeschrijving echter in twijfel gebracht en houden er rekening mee dat het hier om een kopie naar een verloren gegaan origineel kan gaan.

## Herkomst
Vlak boven de signatuur bevindt zich het opschrift ‘Rymsdyk’s Museum’. Dit opschrift is aangebracht door de in Engeland wonende Nederlandse verzamelaar Jan Rymsdyk (ca. 1730-1788/1789). Later kwam het in bezit van de Britse schilder Charles Fairfax Murray, die het in 1910 verkocht aan de Amerikaanse bankier John Pierpont Morgan.